# Catherine Goldstein

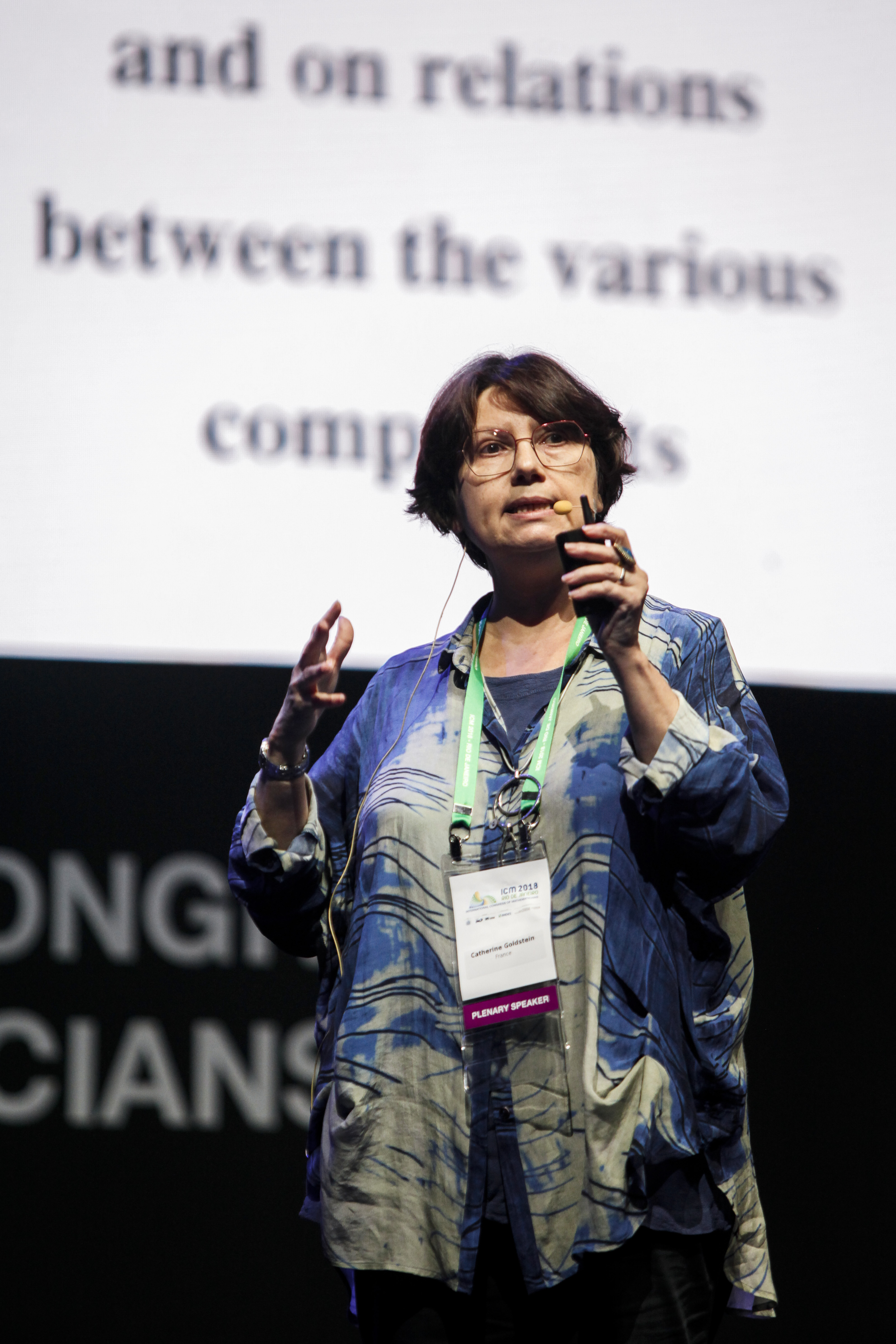
Catherine Goldstein auf dem Internationalen Mathematikerkongress 2018

Catherine Goldstein (* 5. Juli 1958 in Paris) ist eine französische Mathematikerin (Zahlentheorie) und Mathematikhistorikerin.
Goldstein studierte 1976 bis 1980 an der École normale supérieure (Agrégation in Mathematik 1978) und wurde 1981 an der Universität Paris-Süd (Orsay) bei John Coates promoviert (Fonctions L p-adiques et théorie d'Iwasawa). Ab 1980 forschte sie als Chargée de Recherches an der Universität Paris-Süd und ab 2003 an der Universität Paris (Institut Mathematique de Jussieu). Seit 2003 ist sie dort Forschungsdirektorin. 1995/96 und 1998 war sie Gastprofessorin am Max-Planck-Institut für Wissenschaftsgeschichte in Berlin.
Goldstein begann als Zahlentheoretikerin. Sie beschäftigt sich seit den 1990er Jahren vor allem mit Geschichte der Zahlentheorie zum Beispiel bei Pierre de Fermat, Charles Hermite, Carl Friedrich Gauß. 2018 ist sie Plenarsprecherin auf dem ICM in Rio (Long-term history and ephemeral configurations).

## Schriften
- Algebra in der Zahlentheorie von Fermat bis zu Lagrange, in Erhard Scholz (Herausgeber) Geschichte der Algebra, BI Wissenschaftsverlag 1990
- Un théorème de Fermat et ses lecteurs. In: Histoires de science. Presses Universitaires de Vincennes, Saint-Denis 1995, 232 S., ISBN 2-910381-10-2
- mit Norbert Schappacher, Joachim Schwermer (Herausgeber): The shaping of arithmetic after Carl Friedrich Gauß´ Disquisitiones Arithmeticae, Springer 2007 (darin The Hermitian form of reading the Disquisitiones, mit Schappacher: A book in search of a discipline (1801-1860), Several Disciplines in a book (1860-1900))